# Amphoe Mae On

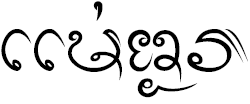
„Mae On“ in Lan-Na-Schrift

Amphoe Mae On (thailändisch อำเภอ แม่ออน) ist ein Landkreis (Amphoe – Verwaltungs-Distrikt) der Provinz Chiang Mai. Die Provinz Chiang Mai liegt in der Nordregion von Thailand.

## Geographie
Benachbarte Landkreise (von Westen im Uhrzeigersinn): die Amphoe San Kamphaeng und Doi Saket der Provinz Chiang Mai, Mueang Pan und Mueang Lampang der Provinz Lampang, sowie Ban Thi, Mueang Lamphun und Mae Tha der Provinz Lamphun.

## Geschichte
Amphoe Mae On wurde am 30. April 1994 zunächst als „Zweigkreis“ (King Amphoe) eingerichtet, indem sechs Tambon von San Kamphaeng abgetrennt wurden.
Am 15. Mai 2007 hatte die thailändische Regierung beschlossen, alle 81 King Amphoe in den „normalen“ Amphoe-Status zu erheben, um die Verwaltung zu vereinfachen. 
Mit der Veröffentlichung in der Royal Gazette „Issue 124 chapter 46“ vom 24. August 2007 trat dieser Beschluss offiziell in Kraft.

## Verwaltung

### Provinzverwaltung
Der Landkreis Mae On ist in sechs Tambon („Unterbezirke“ oder „Gemeinden“) eingeteilt, die sich weiter in 49 Muban („Dörfer“) unterteilen.
| Nr. | Name        | Thai     | Muban | Einw. |
| --- | ----------- | -------- | ----- | ----- |
| 01. | On Nuea     | ออนเหนือ  | 10    | 3.316 |
| 02. | On Klang    | ออนกลาง  | 11    | 4.893 |
| 03. | Ban Sahakon | บ้านสหกรณ์ | 08    | 3.224 |
| 04. | Huai Kaeo   | ห้วยแก้ว   | 08    | 2.804 |
| 05. | Mae Tha     | แม่ทา     | 07    | 4.655 |
| 06. | Tha Nuea    | ทาเหนือ   | 05    | 2.400 |

### Lokalverwaltung
Im Landkreis gibt es sechs „Tambon-Verwaltungsorganisationen“ (องค์การบริหารส่วนตำบล – Tambon Administrative Organizations, TAO)
- On Nuea (Thai: องค์การบริหารส่วนตำบลออนเหนือ) bestehend aus dem kompletten Tambon On Nuea.
- On Klang (Thai: องค์การบริหารส่วนตำบลออนกลาง) bestehend aus dem kompletten Tambon On Klang.
- Ban Sahakon (Thai: องค์การบริหารส่วนตำบลบ้านสหกรณ์) bestehend aus dem kompletten Tambon Ban Sahakon.
- Huai Kaeo (Thai: องค์การบริหารส่วนตำบลห้วยแก้ว) bestehend aus dem kompletten Tambon Huai Kaeo.
- Mae Tha (Thai: องค์การบริหารส่วนตำบลแม่ทา) bestehend aus dem kompletten Tambon Mae Tha.
- Tha Nuea (Thai: องค์การบริหารส่วนตำบลทาเหนือ) bestehend aus dem kompletten Tambon Tha Nuea.